# Newsリアルタイム日本海
『Newsリアルタイム日本海』（ニュースリアルタイムにほんかい）は、日本海テレビ（NKT）の平日夕方のニュース番組（山陰準広域圏ローカル）。

## 概要
前番組『ニュース日本海プラス1』に代わる「ニュース日本海」シリーズの第3弾で、2006年10月2日に放送を開始した。スタジオ映像を中心にハイビジョン放送がされていた。2010年3月26日の放送をもって終了した。
オープニングなどでは、「News」の綴りが「NEWS」と大文字表記の「NEWSリアルタイム日本海」となっていた。

## 放送時間
- 平日 17:50 - 19:00（『NNN Newsリアルタイム』を内包）
- 土曜 17:50 - 18:00

## キャスター

### 2007年10月1日以降
- 福浜隆宏（NKTアナウンサー、月曜 - 金曜、番組開始時 - ）
- 殿垣内薫（NKTアナウンサー、月曜 - 水曜、2007年10月1日 - ）
- 串山真理（NKTアナウンサー、木曜 - 金曜、2007年10月4日 - ）

### 過去
| 期間      | 期間      | 男性     | 女性        | 女性       |
| 期間      | 期間      | 男性     | 月曜 - 水曜 | 木曜・金曜 |
| --------- | --------- | -------- | ----------- | ---------- |
| 2006.10.2 | 2007.9.28 | 福浜隆宏 | 高井和代    | 高井和代   |
| 2007.10.1 | 2010.3.26 | 福浜隆宏 | 殿垣内薫    | 串山真理   |

## 放送タイムテーブル
2010年3月現在のものである。
- 17:50 NNN Newsリアルタイム
- 18:16 オープニング（ステブレレスで接続）、その後山陰のニュースを放送（NNN系列の話題を紹介する場合もある）
- 18:28ごろ リアル特集（ただし、日本テレビ制作のものとは異なる）
- 18:35ごろ フラッシュニュース
- 18:36 リアルSPORTS（基本的に全て放送、山陰のスポーツを紹介する場合、短縮あり）
- 18:45 山陰のニュース・話題（主に1つ程度）
- 18:50ごろ 天気情報（『ヤン坊マー坊天気予報』として放送する場合あり）
- 18:53ごろ 最後の話題・ニュース振り返り（『スパイス!!』の番組宣伝をする場合あり）
- 18:54 エンディング
- 18:57 終了告知

## 番組内容

### リアル特集
日本テレビ発の『NNN Newsリアルタイム』内で放送されているものと題名は同じだが、これはNKTが独自に作った主に山陰のことを伝える特集である。ただし、キャスターが「特集です」と言うわけではなく、いきなり内容から紹介し、そのテロップに「リアル特集」と記載する形を採っていた。
このコーナーでは、NNN系列の話題（特に中四国の話題）を紹介することが多かった。2006年10月2日からの第1週の放送では、スポレク鳥取についての話題を取り上げた。

### ハイビジョン特集
2006年10月1日より、山陰地方で地上デジタル放送が開始したことに合わせて組まれた企画。基本的には、2006年10月2日からの第1週のみの放送。第1回の放送では、鳥取市にある仁風閣からハイビジョン中継を行った。

## 音楽
- オープニングの音楽は、『NNN Newsリアルタイム』の17:50スタートのものと全く同じだった。
- 途中CM入りのジングルやフラッシュニュースも『NNN Newsリアルタイム』のものと同一であったが、2007年4月をもってフラッシュニュースのときの音楽が変更された。
- この他、2007年4月のマイナーチェンジにより、エンタメSPORTSの内容の予告時のBGMとエンディングの音楽も変更された。
- 2007年10月のマイナーチェンジで、再びフラッシュニュースのBGMが変更された。

## 補足
- この番組が使用していたスタジオは、平日15:50からの『よじまえニュース』でも使用されている。
- 新聞などの番組表では、番組名が「リアルタイム日本海」となっていた。
- 前述のキャスター変更に伴い、2007年10月ごろより、本番組のCMがNKTにおいて放送されている。殿垣内、串山両新キャスターを紹介するためであり、「殿VS串」というキャッチコピーでCMが始まる。その際、本番組の開始時間は18:16 - と表示されている。
- ガイナーレ鳥取のホームゲーム開催週の金曜日には、ガイナーレの選手などをゲストに呼び、その試合の見所などを紹介するコーナーがスポーツコーナーの枠内で放送される。